# CSN (box set)
CSN es una caja recopilatoria del grupo Crosby, Stills & Nash, publicada por la compañía discográfica Atlantic Records en octubre de 1991. La caja, que contiene cuatro discos, incluye material que abarca la carrera del grupo desde 1968 hasta 1990 así como selecciones de Crosby & Nash, Manassas y de sus trabajos en solitario. La caja alcanzó el puesto 109 de la lista estadounidense Billboard 200.

## Historia
La presencia del cuarto miembro del grupo, Neil Young, está limitada a catorce canciones, siendo solo dos composiciones para el grupo, «Helpless» y «Ohio». De los 77 temas, 25 son canciones previamente inéditas, aunque algunas de ellas en forma de tomas o mezclas alternativas o versiones en directo. La caja incluye una versión del tema de The Beatles «Blackbird», una toma completa de «Almost Cut My Hair» y el demo de «You Don't Have to Cry», la primera grabación que Crosby, Stills & Nash hicieron como trío. 
La caja no incluyó tampoco grabaciones de los álbumes Down the Road, Illegal Stills, Whistling Down the Wire, Long May You Run, Innocent Eyes o American Dream. En su lugar, hay versiones alternativas de «Got It Made» y «Soldiers of Peace», de American Dream, así como una versión en forma de cuarteto de «Taken at All» de Whistling Down the Wire. El sencillo de Young y Nash, «War Song», tampoco fue incluida y solo está disponible en la caja The Archives Vol. 1 1963-1972.
Las canciones de CSN fueron seleccionadas por Crosby, Stills y Nash, así como por Gerry Tolman y Yves Beauvais. Las notas que acompañan la publicación incluyen un ensayo del escritor Chet Flippo. Originalmente publicado como una caja con el tamaño estándar de un disco de vinilo, CSN fue reeditado en tamaño CD en agosto de 2013. 

## Lista de canciones
Un asterisco (*) indica una grabación en directo, dos asteriscos (**) una mezcla previamente inédita, (†) una versión previamente inédita, y (‡) una canción previamente inédita.

| Disco uno |                                                         |                                            |                           |          |  |
| N.º       | Título                                                  | Escritor(es)                               | Fecha de grabación        | Duración |  |
| 1.        | «Suite: Judy Blue Eyes»                                 | Stephen Stills                             | Comienzos de 1969 **      | 7:28     |  |
| 2.        | «Helplessly Hoping»                                     | Stephen Stills                             | 15 de junio de 1969 †     | 2:31     |  |
| 3.        | «You Don't Have to Cry»                                 | Stephen Stills                             | Diciembre de 1968 †       | 2:40     |  |
| 4.        | «Wooden Ships» (del álbum Crosby, Stills & Nash)        | David Crosby, Paul Kantner, Stephen Stills | 20 de febrero de 1969     | 5:26     |  |
| 5.        | «Guinnevere»                                            | David Crosby                               | 26 de junio de 1968 †     | 4:45     |  |
| 6.        | «Marrakesh Express» (del álbum Crosby, Stills & Nash)   | Graham Nash                                | Comienzos de 1969         | 2:36     |  |
| 7.        | «Long Time Gone» (del álbum Crosby, Stills & Nash)      | David Crosby                               | Comienzos de 1969         | 4:17     |  |
| 8.        | «Blackbird»                                             | John Lennon, Paul McCartney                | 11 de febrero de 1969 ‡   | 2:33     |  |
| 9.        | «Lady of the Island» (del álbum Crosby, Stills & Nash)  | Graham Nash                                | 11 de febrero de 1969     | 2:36     |  |
| 10.       | «Song With No Words (Tree With No Leaves)»              | David Crosby                               | 17 de noviembre de 1969 † | 3:14     |  |
| 11.       | «Almost Cut My Hair»                                    | David Crosby                               | 8 de enero de 1970 †      | 8:49     |  |
| 12.       | «Teach Your Children» (del álbum Déjà Vu)               | Graham Nash                                | 24 de octubre de 1969     | 2:52     |  |
| 13.       | «Horses Through a Rainstorm»                            | Graham Nash, Terry Reid                    | 28 de diciembre de 1969 ‡ | 3:40     |  |
| 14.       | «Déjà Vu» (del álbum Déjà Vu)                           | David Crosby                               | 17 de noviembre de 1969   | 4:10     |  |
| 15.       | «Helpless» (del álbum Déjà Vu)                          | Neil Young                                 | 17 de noviembre de 1969   | 3:36     |  |
| 16.       | «4+20»                                                  | Stephen Stills                             | 16 de julio de 1969 **    | 2:10     |  |
| 17.       | «Laughing» (del álbum If I Could Only Remember My Name) | David Crosby                               | 24 de octubre de 1969     | 5:24     |  |
| 18.       | «Carry On/Questions» (del álbum Déjà Vu)                | Stephen Stills                             | 28 de diciembre de 1969   | 4:25     |  |

| Disco dos |                                                                                   |                              |                           |          |  |
| N.º       | Título                                                                            | Escritor(es)                 | Fecha de grabación        | Duración |  |
| 1.        | «Woodstock»                                                                       | Joni Mitchell                | 5 de noviembre de 1969 ** | 3:50     |  |
| 2.        | «Ohio»                                                                            | Neil Young                   | 21 de mayo de 1970        | 3:00     |  |
| 3.        | «Love the One You're With» (del álbum Stephen Stills)                             | Stephen Stills               | Marzo de 1970             | 3:03     |  |
| 4.        | «Our House» (del álbum Déjà Vu)                                                   | Graham Nash                  | 5 de noviembre de 1969    | 2:58     |  |
| 5.        | «Old Times Good Times» (del álbum Stephen Stills)                                 | Stephen Stills               | early 1970                | 3:38     |  |
| 6.        | «The Lee Shore»                                                                   | David Crosby                 | 28 de diciembre de 1969 † | 5:28     |  |
| 7.        | «Music Is Love» (del álbum If I Could Only Remember My Name)                      | David Crosby                 | Otoño de 1970             | 3:18     |  |
| 8.        | «I'd Swear There Was Somebody There» (del álbum If I Could Only Remember My Name) | David Crosby                 | Otoño de 1970             | 1:19     |  |
| 9.        | «Man in the Mirror»                                                               | Graham Nash                  | 7 de junio de 1970 †*     | 2:52     |  |
| 10.       | «Black Queen»                                                                     | Stephen Stills               | 7 de junio de 1970 †*     | 6:50     |  |
| 11.       | «Military Madness» (del álbum Songs for Beginners)                                | Graham Nash                  | 12 de febrero de 1971     | 2:55     |  |
| 12.       | «Urge for Going»                                                                  | Joni Mitchell                | 22 de junio de 1971 ‡     | 3:46     |  |
| 13.       | «I Used to Be a King» (del álbum Songs for Beginners)                             | Graham Nash                  | 9 de enero de 1971        | 4:48     |  |
| 14.       | «Simple Man»                                                                      | Graham Nash                  | 24 de julio de 1970 **    | 2:19     |  |
| 15.       | «Southbound Train» (del álbum Graham Nash David Crosby)                           | Graham Nash                  | 6 de enero de 1972        | 3:54     |  |
| 16.       | «Change Partners» (del álbum Stephen Stills 2)                                    | Stephen Stills               | Comienzos de 1971         | 3:13     |  |
| 17.       | «My Love Is a Gentle Thing»                                                       | Stephen Stills               | 18 de abril de 1975 ‡     | 1:23     |  |
| 18.       | «Word Game» (del álbum Stephen Stills 2)                                          | Stephen Stills               | Comienzos de 1971         | 4:10     |  |
| 19.       | «Johnny's Garden» (del álbum Manassas)                                            | Stephen Stills               | 8 de enero de 1972        | 2:46     |  |
| 20.       | «So Begins the Task» (del álbum Manassas)                                         | Stephen Stills               | 9 de enero de 1972        | 4:00     |  |
| 21.       | «Turn Back the Pages» (del álbum Stills)                                          | Stephen Stills, Donnie Dacus | Comienzos de 1975         | 4:05     |  |

| Disco tres |                                                                   |                               |                                |          |  |
| N.º        | Título                                                            | Escritor(es)                  | Fecha de grabación             | Duración |  |
| 1.         | «See the Changes»                                                 | Stephen Stills                | 28 de junio de 1973 †          | 2:44     |  |
| 2.         | «It Doesn't Matter» (del álbum Manassas)                          | Stephen Stills, Chris Hillman | 7 de enero de 1972             | 2:31     |  |
| 3.         | «Immigration Man» (del álbum Graham Nash David Crosby)            | Graham Nash                   | 9 de febrero de 1972           | 2:58     |  |
| 4.         | «Chicago/We Can Change the World» (del álbum Songs for Beginners) | Graham Nash                   | 28 de febrero de 1971          | 3:58     |  |
| 5.         | «Homeward Through the Haze»                                       | David Crosby                  | 16 de diciembre de 1974 †      | 4:20     |  |
| 6.         | «Where Will I Be?» (del álbum Graham Nash David Crosby)           | David Crosby                  | 22 de noviembre de 1971        | 1:22     |  |
| 7.         | «Page 43» (del álbum Graham Nash David Crosby)                    | David Crosby                  | 13 de diciembre de 1971        | 2:55     |  |
| 8.         | «Carry Me» (del álbum Wind on the Water)                          | David Crosby                  | Marzo de 1975                  | 3:33     |  |
| 9.         | «Cowboy of Dreams» (del álbum Wind on the Water)                  | Graham Nash                   | 18 de junio de 1975            | 3:27     |  |
| 10.        | «Bittersweet» (del álbum Wind on the Water)                       | David Crosby                  | 8 de junio de 1975             | 2:37     |  |
| 11.        | «To the Last Whale...» (del álbum Wind on the Water)              | David Crosby, Graham Nash     | 11 de mayo, 1 de julio de 1975 | 5:30     |  |
| 12.        | «Prison Song» (del álbum Wild Tales)                              | Graham Nash                   | Primavera de 1973              | 3:11     |  |
| 13.        | «Another Sleep Song» (del álbum Wild Tales)                       | Graham Nash                   | 18 de agosto de 1972           | 4:42     |  |
| 14.        | «Taken At All»                                                    | Graham Nash, David Crosby     | 1 de abril de 1976 †           | 2:54     |  |
| 15.        | «In My Dreams» (del álbum CSN)                                    | David Crosby                  | 12 de enero de 1977            | 5:11     |  |
| 16.        | «Just a Song Before I Go» (del álbum CSN)                         | Graham Nash                   | 19 de diciembre de 1976        | 2:12     |  |
| 17.        | «Shadow Captain» (del álbum CSN)                                  | David Crosby, Craig Doerge    | 14 de enero de 1977            | 4:31     |  |
| 18.        | «Dark Star» (del álbum Allies)                                    | Stephen Stills                | 5 de diciembre de 1982 *       | 4:57     |  |
| 19.        | «Cathedral» (del álbum CSN)                                       | Graham Nash                   | 22 de enero de 1977            | 5:16     |  |

| Disco cuatro |                                                      |                                         |                            |          |  |
| N.º          | Título                                               | Escritor(es)                            | Fecha de grabación         | Duración |  |
| 1.           | «Wasted on the Way» (del álbum Daylight Again)       | Graham Nash                             | 30 de enero de 1981        | 2:46     |  |
| 2.           | «Barrel of Pain (Half-Life)» (del álbum Earth & Sky) | Graham Nash                             | 4 de abril de 1979         | 4:44     |  |
| 3.           | «Southern Cross» (del álbum Daylight Again)          | Stephen Stills                          | Finales de 1981            | 4:39     |  |
| 4.           | «Daylight Again» (del álbum Daylight Again)          | Stephen Stills                          | Finales de 1981            | 2:28     |  |
| 5.           | «Thoroughfare Gap» (del álbum Thoroughfare Gap)      | Stephen Stills                          | Comienzos de 1978          | 3:33     |  |
| 6.           | «Wild Tales»                                         | Graham Nash                             | 3 de agosto de 1979 †*     | 3:09     |  |
| 7.           | «Dear Mr. Fantasy»                                   | Steve Winwood, Jim Capaldi, Chris Wood  | 17 de noviembre de 1980 ‡  | 7:04     |  |
| 8.           | «Cold Rain» (del álbum CSN)                          | Graham Nash                             | 25 de enero de 1977        | 2:33     |  |
| 9.           | «Got It Made»                                        | Stephen Stills, Neil Young              | 18 de noviembre de 1989 †* | 4:33     |  |
| 10.          | «Tracks in the Dust» (del álbum Oh Yes I Can)        | David Crosby                            | 23 de enero de 1989        | 4:48     |  |
| 11.          | «As I Come of Age»                                   | Stephen Stills                          | Enero de 1981 †            | 2:48     |  |
| 12.          | «50/50» (del álbum Right by You)                     | Stephen Stills, Joe Lala                | Comienzos de 1983          | 4:20     |  |
| 13.          | «Drive My Car»                                       | David Crosby                            | inales de 1978 †           | 3:50     |  |
| 14.          | «Delta» (del álbum Daylight Again)                   | David Crosby                            | Mayo de 1980               | 4:11     |  |
| 15.          | «Soldiers of Peace»                                  | Graham Nash                             | Finales de 1988 †          | 4:20     |  |
| 16.          | «Yours and Mine» (del álbum Live It Up)              | David Crosby, Graham Nash, Craig Doerge | 2 de febrero de 1990       | 4:28     |  |
| 17.          | «Haven't We Lost Enough?» (del álbum Live It Up)     | Stephen Stills, Kevin Cronin            | 3 de abril de 1990         | 3:06     |  |
| 18.          | «After the Dolphin» (del álbum Live It Up)           | Graham Nash                             | 1 de febrero de 1989       | 4:25     |  |
| 19.          | «Find the Cost of Freedom»                           | Stephen Stills                          | 21 de mayo de 1970         | 1:59     |  |

## Personal
Músicos
- David Crosby voz, guitarra, teclados y orquestación
- Stephen Stills: voz, guitarras, teclados, bajo, banjo, percusión y vibráfono
- Graham Nash: voz, guitarras, teclados, armónica, percusión y orquestación
- Neil Young: voz, guitarras, armónica, bajo, teclados y vibráfono
- Joel Bernstein, Donnie Dacus, Michael Hedges, Jimi Hendrix, Danny Kortchmar, Michael Landau, Dave Mason, Jimmy Page, Dean Parks, Michael Stergis: guitarras
- Chris Hillman, James Taylor: guitarras y coros
- Jerry Garcia, Ben Keith, Al Perkins: pedal steel guitar
- Joe Vitale: batería, sintetizador, percusión y teclados
- David Lindley: violín, mandolina y guitarra
- Richard T. Bear, Joel Bernstein, Lawrence Dermer, Craig Doerge, Mike Finnigan, Paul Harris, James Newton Howard, Carole King: teclados
- Jack Casady, Tim Drummond, Chris Ethridge, Bob Glaub, Phil Lesh, Bruce Palmer, George Perry, Greg Reeves, Calvin "Fuzzy" Samuels, Leland Sklar: bajo
- John Barbata, Jim Gordon, Conrad Isidore, Bill Kreutzmann, Russ Kunkel, Paul Lee, Dallas Taylor, Tubby Ziegler: batería
- John Barbata, Michael Fisher, Joe Galdo, Joe Lala, Efrain Toro, Jeff Whittaker: percusión
- Rita Coolidge, Joe Vitale: vibráfono
- Patricia Arnold, Joel Bernstein, Gloria Coleman, Rita Coolidge, Henry Diltz, Brenda Lee Eager, Venetta Fields, Art Garfunkel, Priscilla Jones, Cleo Kennedy, Clydie King, Marcy Levy, Sherlie Matthews, Joni Mitchell, Dorothy Morrison, Fred Neil, John Sambataro, Timothy B. Schmit: coros
- Cyrus Faryar: bouzouki
- Dorian Rudnytsky: chelo
- Wayne Goodwin, Al Gould: violín
- Dana Africa, Joe Vitale: flauta
- John Sebastian: armónica y coros
- Branford Marsalis: saxofón soprano
- George Cricker: trombón
- Tony Concepción, Al Degooyer: trompeta
- Jimmie Haskell, Mike Lewis, Sid Sharp: orquestación
- Tony Beard: programación

Equipo técnico
- Graham Nash, Gerry Tolman: producción musical
- Stephen Barncard: mezclas de material inédito
- Joe Gastwirt, John Modells: remasterización
- Joe Gastwirt, John Nowland: conversión analógica-digital y restauración de cintas